# Scatophagus
Scatophagus ist die Typusgattung  der Argusfische (Scatophagidae). Die drei rezenten Arten der Gattung kommen im küstennahen Meer, im Brackwasser und in den Unterläufen von Flüssen im tropischen Indopazifik vor.

## Merkmale
Scatophagus-Arten werden 30 bis 40 cm lang. Sie besitzen einen hochrückigen, ohne Kopf fast rechteckigen und seitlich stark abgeflachten Körper, der durch Flecken oder Streifen gemustert ist. Von Selenotoca, der Schwestergattung in der Familie der Argusfische, unterscheidet sich Scatophagus durch einen höheren Körper, sowie durch die nicht vollständige Trennung des hartstrahligen und des weichstrahligen Teils der Rückenflosse und die fahnenartig, senkrecht vom Körperprofil abstehenden weichstrahligen Abschnitte von Rücken- und Afterflosse.

## Arten
- Gemeiner Argusfisch (Scatophagus argus) (Linnaeus, 1766), bis zu 38 cm lang, lebt im Persischen Golf und im Indopazifik: im Norden bis nach Südjapan, im Süden bis nach Neukaledonien.
- Afrikanischer Argusfisch (Scatophagus tetracanthus) (Lacépède, 1802), bis zu 38 cm lang, Indopazifik: Von Somalia bis nach Südafrika, bis nach Australien und Neuguinea. In Ostafrika auch in Flüssen und Lagunen.
- Scatophagus magnus (Endruweit, 2024)[1]
- † Scatophagus frontalis, fossil aus Monte Bolca